# شهرستان گوانگنینگ
گوانگنینگ (به لاتین: Guangning County) یک شهرستان در جمهوری خلق چین است که در ژاوکینگ واقع شده‌است.

## خصوصیات
گوانگنینگ ۲٬۳۸۰ کیلومترمربع مساحت و ۵۴۰٬۰۰۰ نفر جمعیت دارد.